# 天福镇
天福镇，是中华人民共和国四川省遂宁市蓬溪县下辖的一个乡镇级行政单位。

## 行政区划
天福镇下辖以下地区：
福兴社区、桥亭村、长岭村、天福村、落溪村、马道村、白鹤林村、长坪村、狮山村、安家沟村、丰庄村、茶房沟村、先林村、双合村、桥木村、三关村、方河村、赵家沟村、苏沟村、郑家沟村和关庙村。